# Pawłowice (Silésie)
Pour les articles homonymes, voir Pawłowice.
Pawłowice est un village de la voïvodie de Silésie et du powiat de Pszczyna. Il est le siège de la gmina de Pawłowice et comptait 9 641 habitants en 2010.